# تیراندازی در لوکاندوالا
تیراندازی در لوکاندوالا (انگلیسی: Shootout at Lokhandwala) فیلمی در ژانر درام است که در سال ۲۰۰۷ منتشر شد. از بازیگران آن می‌توان به آمیتاب باچان، سانجی دات، ویوک اوبروی، ارباز خان و آبیشک باچان اشاره کرد.